# Hrvoje Urumović
Hrvoje Urmunović (Sarajevo, 5. kolovoza 1976.) hrvatski je kipar.

## Životopis
Studirao je i diplomirao je kiparstvo 2000. godine na Akademiji likovnih umjetnosti u Zagrebu u klasi prof. Stipe Sikirice. Magistrirao je 2003. godine na Akademiji likovnih umjetnosti u Ljubljani kod mentora prof. Dušana Tršara. Izlagao je na više samostalnih i skupnih izložbi. Autor je desetak javno izvedenih radova te je sudjelovao na nekoliko natječaja za spomeničke projekte s jednom prvom nagradom. U svome dosadašnjem umjetničkom radu izražavao se raznim materijalima te raznim likovnim i vizualnim medijima. Od 2000. godine član je HDLU-a, a od 2004. godine član je i HZSU-a. Radi kao viši asistent na Akademiji primijenjenih umjetnosti Sveučilišta u Rijeci na kolegiju kiparstvo. Živi i radi na relaciji Zagreb – Rijeka.

## Između populizma i elitizma
Hrvoje Urumović prvenstveno je kipar figuracije. Kaže da su njegovu umjetnost na Akademiji smatrali zastarjelom pa i zaostalom u razvoju, s obzirom na to da su tada u fokusu bili apstrakcija, instalacije i performansi. Moderna kao izrazito nefiguralna umjetnost svaki je pokušaj stvaranja suvremene figuracije smatrala dekadentnim populizmom. Umjetnost je bila podijeljena na visoku i nisku pri čemu je modernizam definiran kao visoka umjetnost namijenjena probranom krugu konzumenata. Isključivost modernizma kao jedine prave umjetnosti pretvorila ga je u elitističku umjetnost čija je konzumacija postala stvar prestiža i pseudointelektuane nadmoći. Za suvremenu figuralnu umjetnost uveden je termin tradicionalni modernitet - proturječnost sama po sebi. Postmodernizam se javlja kao logična reakcija na ovakvu isključivost, s ciljem ponovne uspostave neopterećene komunikacije umjetnosti i publike.
Postmoderna je donijela neke nove tendencije preuzete iz ranijih razdoblja likovne umjetnosti. Ona vraća zanimanje za figuraciju, ekspresiju subjektivnog i narativnog te zahtjev da umjetničko djelo ponovno postane predmet estetskog uživanja. Glavne karakteristike postmoderne su eklektičko citiranje, izvanstilsko djelovanje i pluralizam koji ne postavlja stilističke barijere unutar epohe u kojoj djelo nastaje. Urumović smatra da ne smije postojati prevlast jednog isključivog umjetničkog jezika. Različitost je poželjna, a svako zatvaranje likovnog izraza unutar nekog stilskog kanona predstavlja susprezanje vlastite likovne slobode. Zato se Urumovićevi skulpturalni objekti ne ograničavaju idejama „izama“ kroz povijest, već su produkt njegovog osobnog likovnog mišljenja, a cilj mu je stvoriti djelo koje je sposobno komunicirati u aktualnom vremenu.
U likovnom jeziku novog doba pojavili su se novi elementi koji neće dijeliti umjetnost na visoku i popularnu, a koji su u razdoblju modernizma bili obilježeni kao niže vrijedni. Ti novi elementi usvojeni iz popularne kulture postali su u postmodernizmu legalno likovno sredstvo u kreiranju umjetničkih djela. U skladu s tim, Hrvoje Urumović služi se humorom, groteskom, ironijom, erotikom, seksualnošću, čak i dopadljivošću, pritom se kritički osvrćući na aspekte populizma i elitizma istovremeno. Urumovićev likovni izraz formalni i tematski je prepoznatljiv i duboko promišljen, a on sam svoj rad voli nazvati pokušajem stvaranja ¨umjetnosti između elitizma i populizma¨.

## Skulptura "Na zemlji"
Skulptura Na zemlji ili Skoči da ti vidim oči jedan je od radova iz ciklusa nastalog kao reakcija na pojavu termina tradicionalni modernitet.  Formalno, skulptura se sastoji od dva elementa, svakog na zasebnom postolju. Ženski akt koketira s populističkim ukusom, koji pojam skulpture doživljava isključivo kroz prikaz figuralnog, prvenstveno ljudskog lika. Nasuprot tome, drugi dio skulpture je kugla – element geometrijske apstrakcije, a time i modernističke umjetnosti. Simbioza tih dvaju idejno i likovno suprotnih elemenata tvori ovdje jedan novi likovni izraz. Tematski, radi se o prikazu ženskog tijela u položaju koji prethodi skoku, sputanog zatvoreničkom kuglom na kojoj je natpis ¨tradicionalni modernitet¨. Autor se duhovito ruga terminu kojim je moderna sputavala figuraciju. Skulptura Na zemlji komentira smjenu moderne i postmoderne, a istovremeno se bavi problemom populističke i elitističke umjetnosti. U formalnom smislu, na oba dijela kompozicije uočljiv je sličan likovni jezik – modelacija figuralnog dijela bliska je konstruiranju zasebnih geometrijskih formi. 

## Galerijski skulpturalni koncept "Riviera"
Gipsanim ciklusom Riviera Urumović se ponovno ironijski odnosi spram populističke i elitističke umjetnosti.  Djelo je koncipirano u smislu filmskog ili stripovskog kadra – prikazan je isječeni dio rivijere. 
Figure su stilizirane i karikaturalne, u tipičnim ¨morskim¨ ulogama: preplanuli i izgorjeli aktovi, plivači, nespretno zagnjureni kupači, buduće žrtve morskog psa... Pri oblikovanju likova boja ima važnu ulogu – ona je osnovni element ekspresije psihičkih i fizičkih stanja. Intenzivne boje, narativnost i svakodnevna tematika povezuju se s pop-estetikom, posebice neki elementi na skulpturama kao prave plastične sandale. Međutim, aktovi svojim pozama prizivaju klasičnu skulpturu. Urumović se ovdje bavi još jednim aspektom umjetničkog djela, a to je prostor u kojem se ono nalazi. Postavljajući kiparsku materijalizaciju jednog uzorka televizijske pop kulture u galeriju, autor negira modernističko shvaćanje galerijskog prostora kao rezerviranog isključivo za visoku umjetnost. 

## Komorni skulpturalni koncept "3, 4, sad"
Kao Riviera, i ovo se djelo kritički osvrće na modernističke paradigme vezane uz galerijski prostor. Prema modernističkom svjetonazoru umjetničko djelo postoji isključivo u izložbenom prostoru koji mu i osigurava legitimitet umjetničkoga djela.  Nasuprot tome, koncept ¨3, 4, sad¨ namijenjen je konzumiranju unutar komornog životnog prostora. Zamišljen je kao intimističko djelo za promatračev dom, što je u skladu s Urumovićevom težnjom za neposrednom komunikacijom i postmodernističkim shvaćanjem djela kao predmeta uživanja. Skulpturalni koncept sastoji se od tri zasebna objekta koji svojim tematskim i likovnim odnosom čine cjelinu. Riječ je o tri ženske figure, jedna u položaju niskog starta, druga visokog, i treća u trku. Sukladno fazi u kojoj su prikazane, na leđima su im brojevi, odnosno tekst. Tekst ima bitnu ulegu jer predstavlja poveznicu između čisto likovnog znaka i ideje djela čije je uporište ponovno u humoru. Međutim, za razliku od prethodno opisanih skulptura, idejno težište ovdje nije na ironijskom odnosu elitizma i populizma, već se bazira na dopadljivosti. Način stilizacije figura i stripovsko kadriranje sada su već prepoznatljivi kao Urumovićev likovni senzibilitet. Važan element kompozicije je činjenica da svaki objekt ima vlastiti postament, a postamenti su mobilni što omogućava proizvoljnu kompoziciju prema individualnoj recepciji djela.  Time je ideja neposredne komunikacije dovedena do vrhunca.

## Skulpture iz ciklusa "Fragmenti figuracije"
Za razliku od prethodno opisanih radova – postmodernističkih kompozicija s naglaskom na stiliziranoj figuraciji, ovaj ciklus sastoji se od apstraktnih skulptura koje progovaraju jezikom modernističke poetike. No iako su ova dva likovna jezika na prvi pogled potpuno suprotni, ipak između njih postoji direktna veza, što se uostalom može i naslutiti iz naziva Fragmenti figuracije. Ove apstraktne skulpture nastale su doslovnim fragmentiranjem konkretne figuralne cjeline. Ciklus Riviera služi kao fotografski negativ ovim skulpturama. Izdvajanjem pojedinih dijelova figuralnih skulptura iz tog ciklusa te njihovim preslagivanjem i kombiniranjem, stvorena je nova vrsta kiparskog izraza – lirska apstrakcija. Sadržajno potpuno različiti, ova su dva ciklusa povezana jednakim formalnim jezikom – prepoznatljivim jezikom Hrvoja Urumovića – jer su formalni elementi (linija, ploha, volumen) doslovno preuzeti iz njegovih ranijih figuralnih skulptura. Iako primarno apstraktne, ove skulpture aludiraju na figuraciju i organsko. Eklektičko citiranje ovdje je prisutno u smislu porijekla forme. Za razliku od prethodnih skulptura, koje promatrača zavode svojom ikonografijom pop kulture ove su kompozicije same po sebi estetska vrijednost svojom dopadljivošću i aluzijom na organsko. Idejni cilj ovog rada jest likovno poistovjećivanje dvaju različitih likovnih izraza (figuracije i apstrakcije) u pogledu prepoznatljive forme te približavanje modernističkog jezika postmodernističkom kontekstu, pri čemu za razumijevanje apstrakcije više nije nužno veliko teorijsko znanje modernističke estetike. 

## Spomenička plastika
Hrvoje Urumović do sada je sudjelovao na nekoliko natječajnih spomeničkih projekata. U tim skulpturama Urumović napušta ironiju, humor i grotesku. Dok su u pop figuraciji u prvom planu ideja, poruka i dopadljivost te postoji opasnost da vještina ostane u sjeni gega, u spomeničkim skulpturama do izražaja jasno dolazi autorovo umijeće. Osim što se dobro izražava u raznim medijima, Urumović suvereno vlada i izvedbom u svim materijalima pa i u najtežem i najzahtjevnijem - kamenu.
Sudjelovao je između ostalog u restauratorsko-kiparskoj rekonstrukciji zapadnog portala Markove crkve u Zagrebu gdje je veći dio portala klesan kao replika postojećeg. Također, nedavno je osvojio prvu nagradu na međunarodnom natječaju za spomen obilježje papi Ivanu Pavlu II. u Sarajevu. Autor je zamislio i prikazao svetog oca u meditativnoj molitvi, papu koji moli za mir, istovremeno poniznog i uzvišenog, papu bliskog čovjeku. Skulptura prikazuje uspravnu figuru svetog oca oslonjenog na papinski štap kao simbol papinskog stolca, blago pognute glave u kontemplaciji. Portret je realističan i izražajan, a tijelo dinamizirano plaštem koji stvara dojam uzvišenosti, iako skromno i bez suvišne pompe. Odabrani materijal za izvedbu je segetski kamen, vapnenac iznimne tvrdoće i otpornosti na vremenske prilike i udarce, koji je često korišten u gradnji temelja, baza i prvih etaža sakralne arhitekture, pa je i semantički primjereno Petrovog nasljednika ovjekovječiti u takvoj vrsti stijene.

## Galerija
- Krhotine neba, ciklus Fragmenti figuracije, 2004.
- Jutro u vrtu dobra i zla, ciklus Fragmenti figuracije, 2004.
- Gang, bang baby, 2009.
- Spomen-obilježje papi Ivanu Pavlu II., Sarajevo, 2009.
- skulpturalni koncept "3, 4, sad", detalj
- skulpturalni koncept "3, 4, sad", detalj
- Na zemlji ili Skoči da ti vidim oči

## Vanjske poveznice
- , Večernji list: Kipar Hrvoje Urumović gradi kip pape Ivana Pavla II. Visok 2,92m
- Arhivirana inačica izvorne stranice od 9. ožujka 2014. (Wayback Machine), Moderna galerija: Hrvoje Urumović